# Tove Enblom
Tove Enblom (Stockholm, 20 november 1994) is een Zweeds voetbalspeelster. Ze speelt als doelverdediger voor Vålerenga in de Toppserien.

## Clubcarrière
Enblom maakte voor Djurgårdens IF haar profdebuut in de Damallsvenskan in een wedstrijd tegen Linköpings FC op 10 juni 2012. Na twee seizoenen stapte ze over naar Kristianstads DFF, waarvoor ze debuteerde op 25 mei 2014. Hier voetbalde ze vier seizoenen alvorens ze in 2018 een transfer maakte naar IFK Kalmar. Voor deze club maakte ze op 15 april 2018 haar debuut in de Damallsvenskan in een wedstrijd tegen Piteå IF. Enblom miste de laatste wedstrijd van het seizoen 2018 vanwege een blessure. In 2019 maakte Enblom een comeback bij Umeå IK. Op 17 augustus 2019 keerde ze in een competitiewedstrijd tegen Kvarnsvedens IK terug onder de lat bij Umeå IK. Enblom verlengde op 27 september 2021 haar contract bij Umeå IK. Een nieuwe contractverlenging volgde op 18 oktober 2022.
Op 17 december 2020 tekende Enblom een nieuw contract bij KIF Örebro DFF. Voor deze club debuteerde ze op 17 april 2021 in een wedstrijd tegen haar oude club Djurgårdens IF. Na vier jaar in Örebro verliet Enblom Zweden en stapte ze over naar  het Noorse Vålerenga. Ze maakte haar debuut in de Toppserien in een wedstrijd tegen Stabæk op 18 maart 2024.

## Statistieken
| Seizoen | Club           | Land      | Competitie     | Wedstrijden | Doelpunten |
| ------- | -------------- | --------- | -------------- | ----------- | ---------- |
| 2012    | Djurgårdens IF | Zweden    | Damallsvenskan | 2           | 0          |
| 2013    | Djurgårdens IF | Zweden    | Elitettan      | 25          | 0          |
| 2014    | Umeå IK        | Zweden    | Damallsvenskan | 1           | 0          |
| 2015    | Umeå IK        | Zweden    | Damallsvenskan | 15          | 0          |
| 2016    | Umeå IK        | Zweden    | Damallsvenskan | 12          | 0          |
| 2017    | Umeå IK        | Zweden    | Elitettan      | 23          | 0          |
| 2018    | IFK Kalmar     | Zweden    | Damallsvenskan | 18          | 0          |
| 2019    | Umeå IK        | Zweden    | Elitettan      | 5           | 0          |
| 2020    | Umeå IK        | Zweden    | Damallsvenskan | 18          | 0          |
| 2021    | KIF Örebro DFF | Zweden    | Damallsvenskan | 15          | 0          |
| 2022    | KIF Örebro DFF | Zweden    | Damallsvenskan | 25          | 0          |
| 2023    | KIF Örebro DFF | Zweden    | Damallsvenskan | 24          | 0          |
| 2024    | Vålerenga      | Noorwegen | Toppserien     | 22          | 0          |
| 2025    | Vålerenga      | Noorwegen | Toppserien     | 4           | 0          |
| Totaal  | Totaal         | Totaal    | Totaal         | 209         | 0          |

Laatste update: 17 april 2025

## Interlandcarrière
Enblom werd in februari 2023 voor het eerst geselecteerd voor het Zweedse nationale team voor oefenwedstrijden tegen Duitsland en China. Op 13 juni van hetzelfde jaar werd ze opgenomen in de Zweedse selectie voor op het WK 2023 in Australië en Nieuw-Zeeland.